# 핑팡구

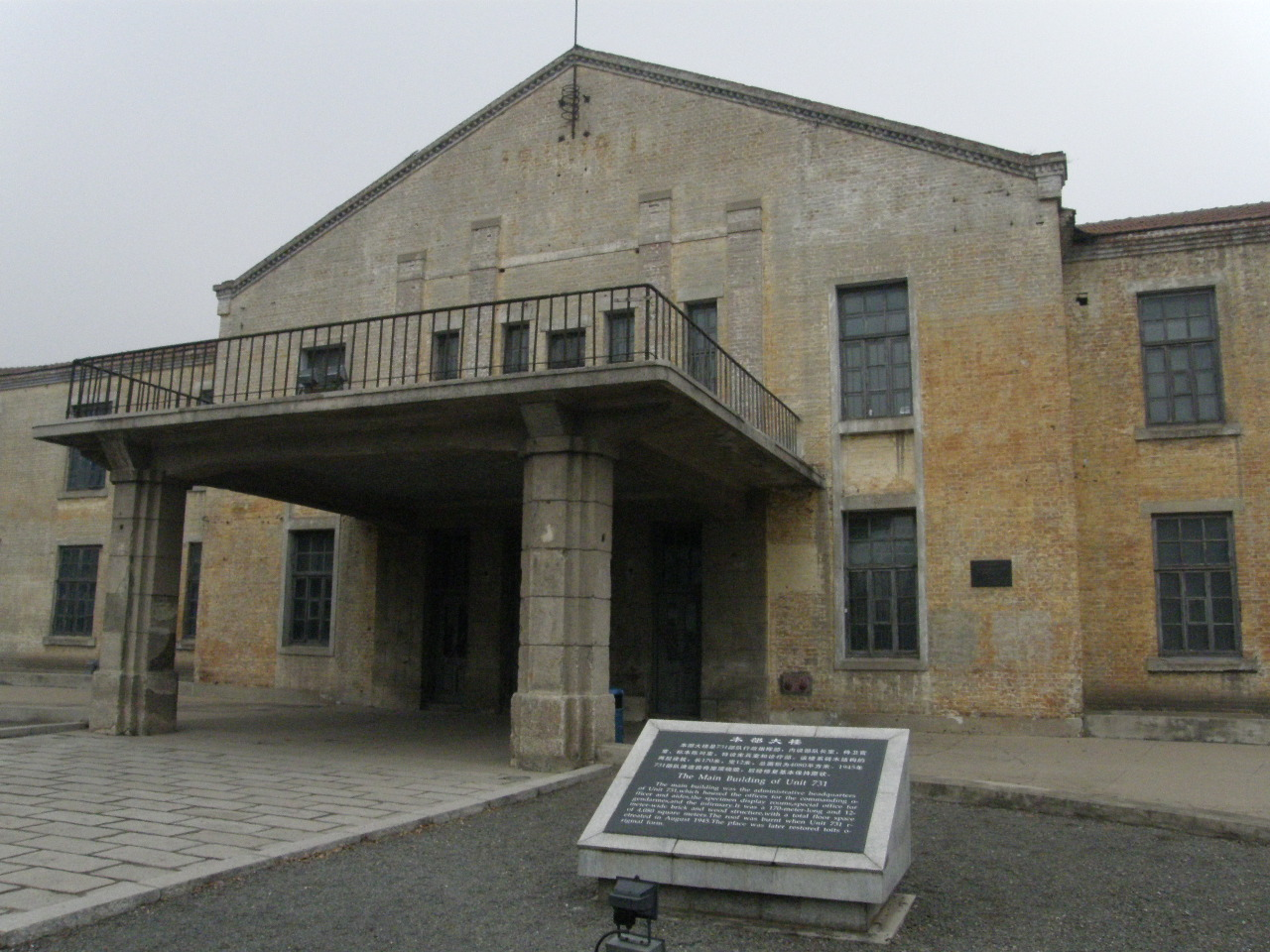

핑팡구(한국어: 평방구, 중국어: 平房区, 병음: Píngfáng Qū)는 중화인민공화국 헤이룽장성 하얼빈시의 행정구역이다. 넓이는 98.0km2이고, 인구는 2007년 기준으로 160,000명이다.

## 행정 구역
6개 가도, 2개 진을 관할한다.
- 가도: 友协街道, 保國街道, 联盟街道, 新伟街道, 新疆街道, 兴建街道.
- 진: 平房镇，平新镇.